# Nailsworth
Nailsworth este un oraș în comitatul Gloucestershire, regiunea South West, Anglia. Orașul se află în districtul Stroud.